# Lac Cumberland

Le lac Cumberland est un lac de la Saskatchewan au Canada.
De type glaciaire, il est situé à environ 60 km de la frontière avec le Manitoba et on y trouve une grande variété de poissons.
On trouve sur sa côte sud le site historique de Cumberland House, première implantation de la compagnie de la Baie d'Hudson au Saskatchewan, établie en 1774.